# Ghinești, Mureș
Ghinești (în maghiară Geges) este un sat în comuna Neaua din județul Mureș, Transilvania, România.

## Istoric
Pe Harta Iosefină a Transilvaniei din 1769-1773 (Sectio 144), localitatea a apărut sub numele de „Geges”.

## Vezi și
- Biserica reformată din Ghinești

## Imagini

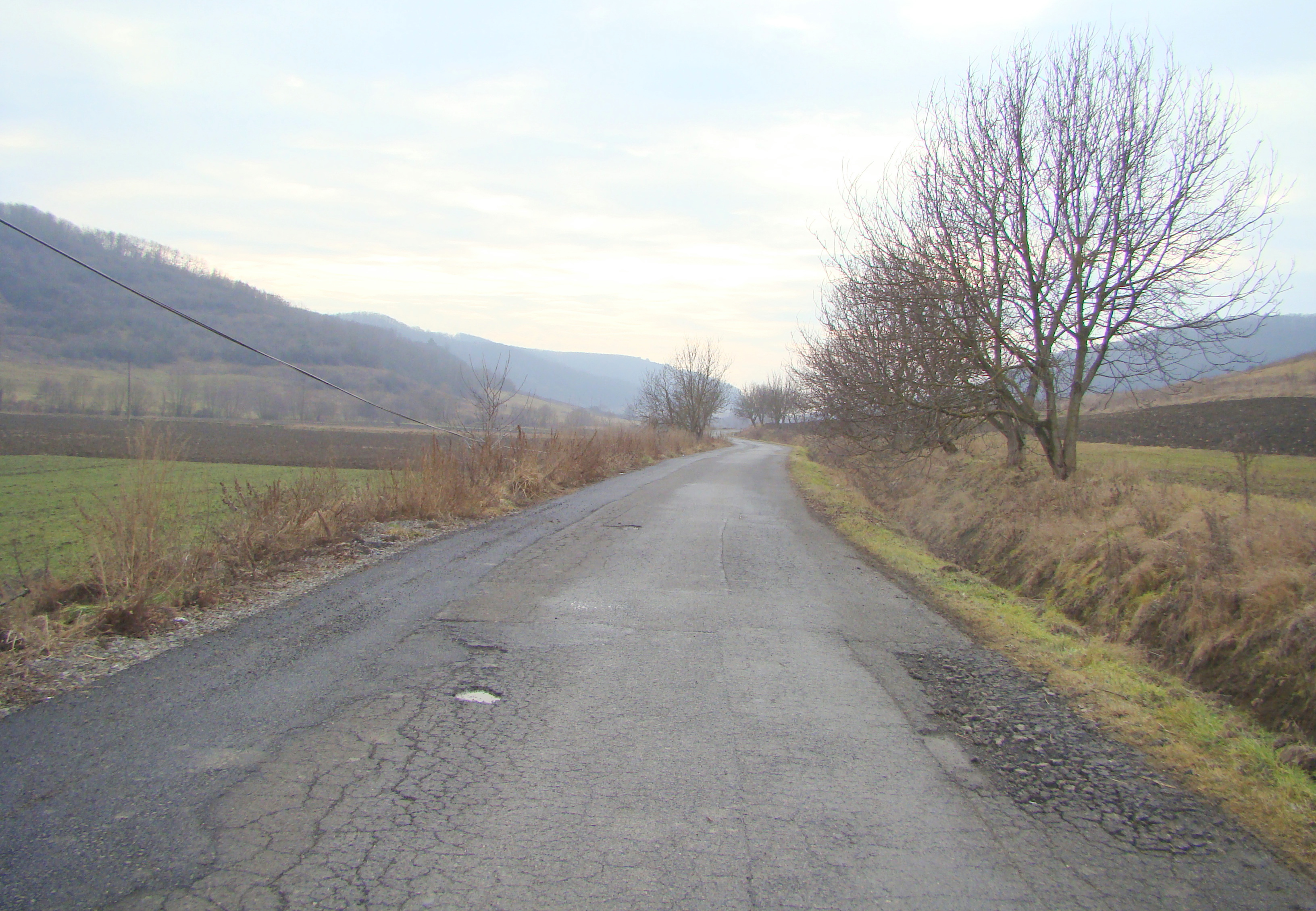
Drumul Neaua-Ghinești
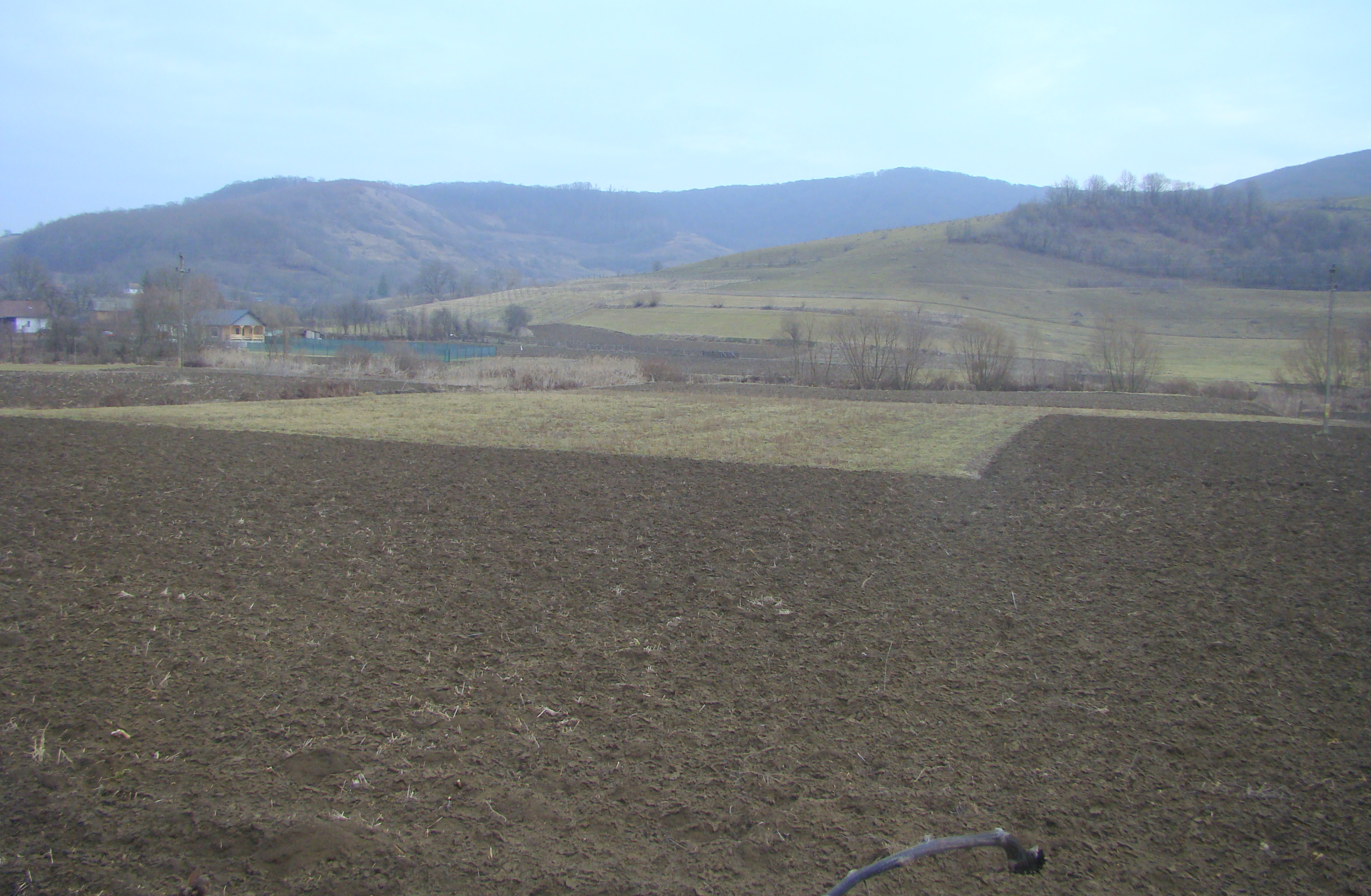
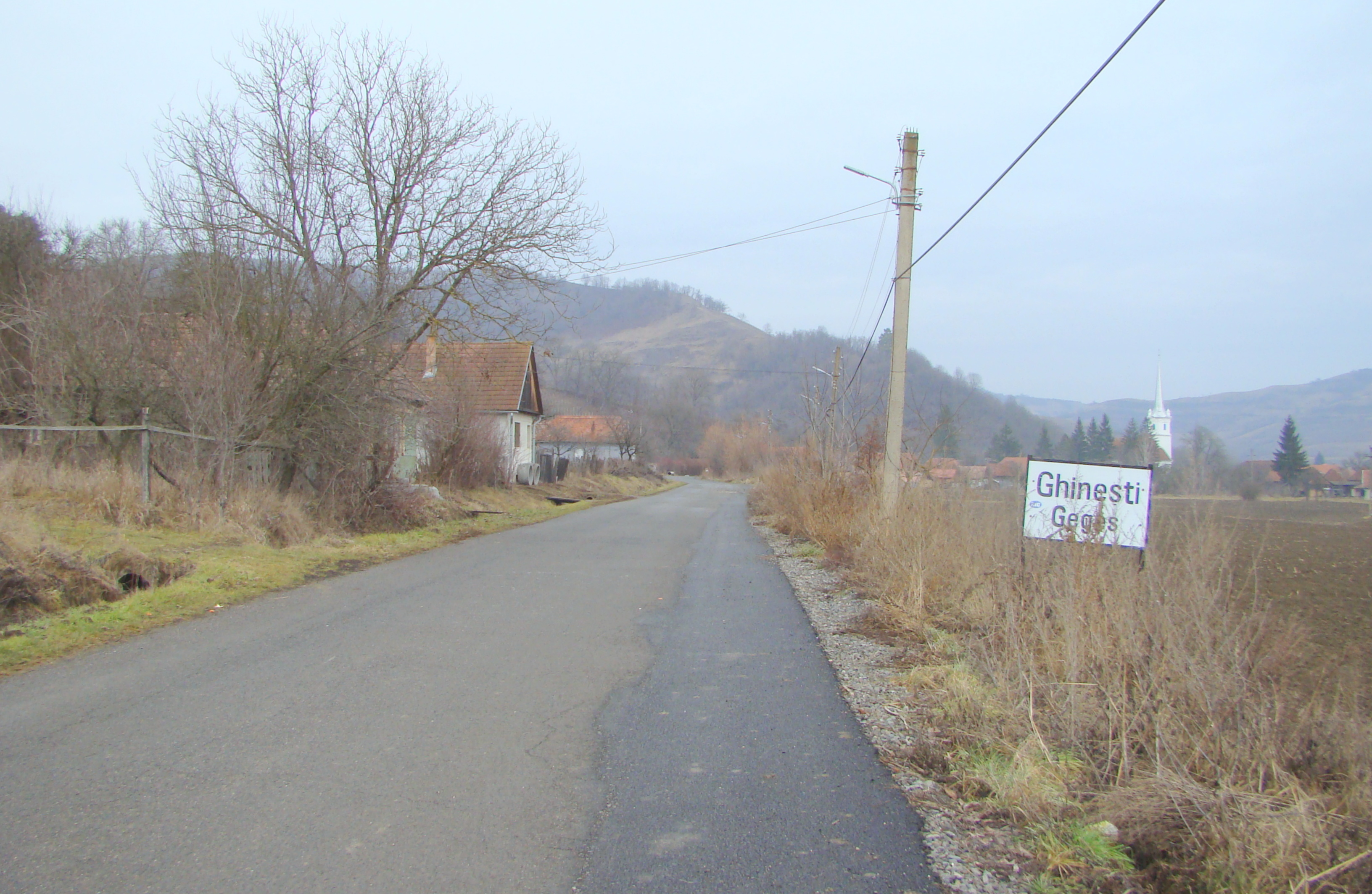
Intrarea în localitate
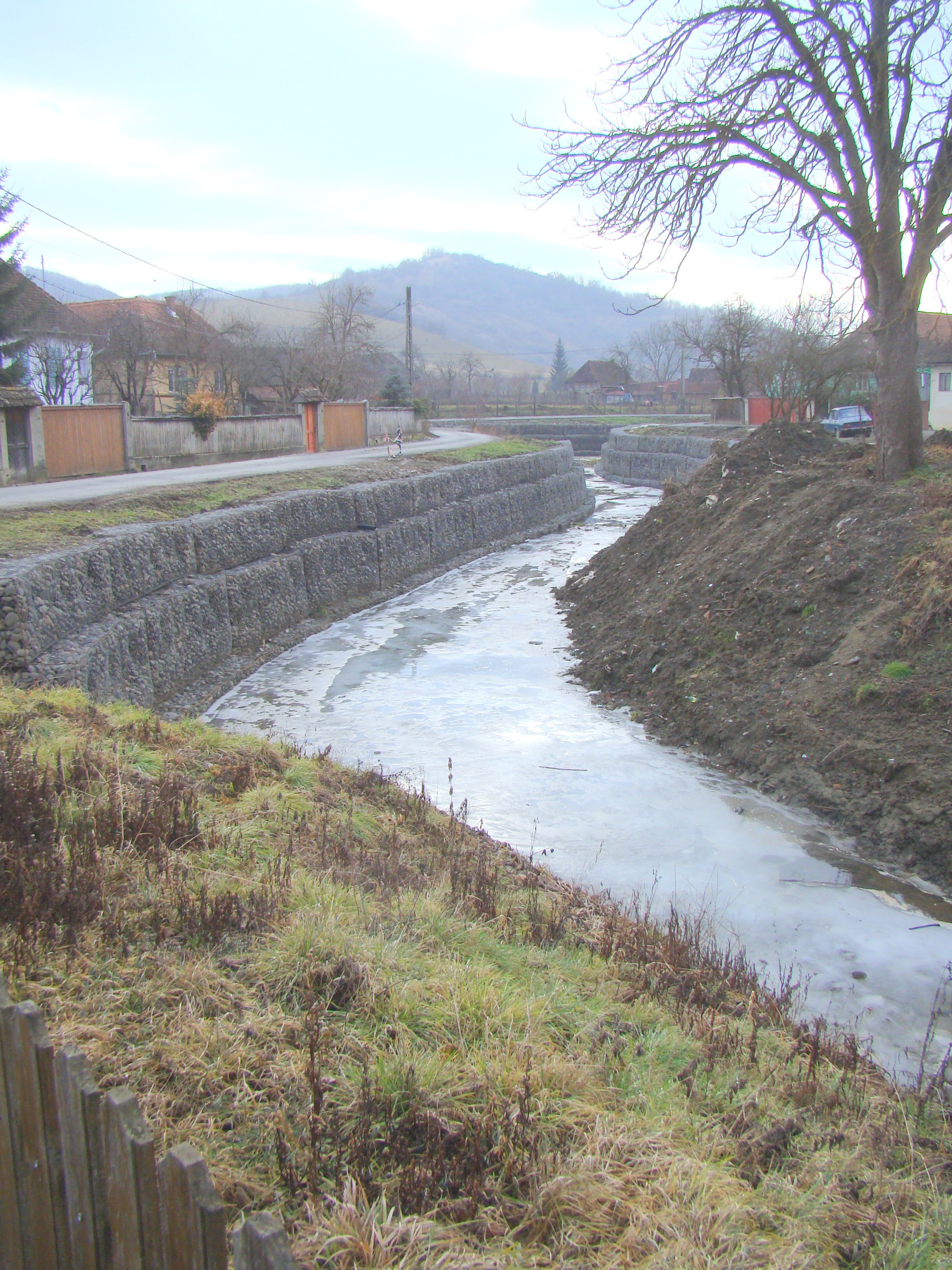
Râul Ghegheș
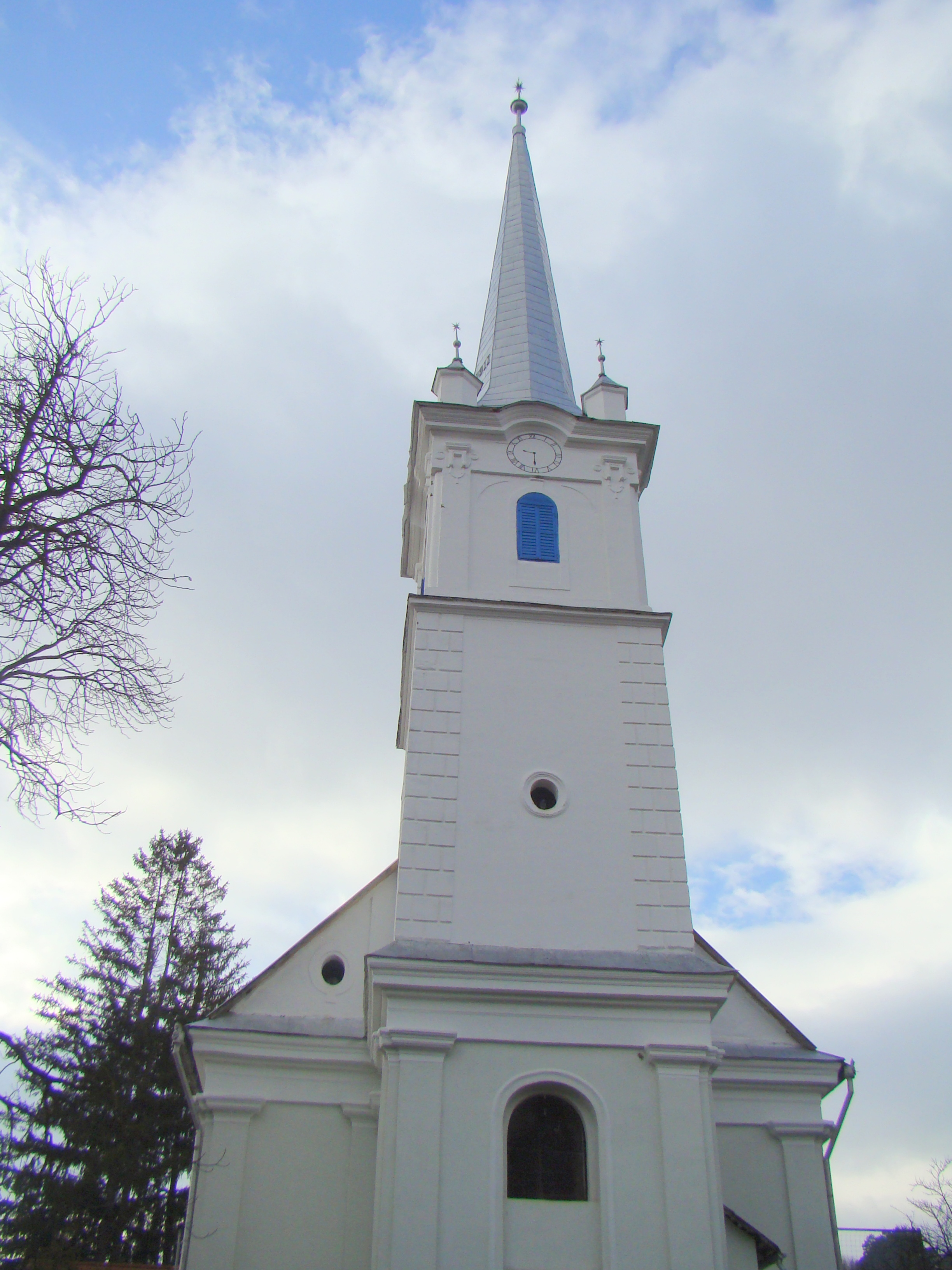
Biserica reformată
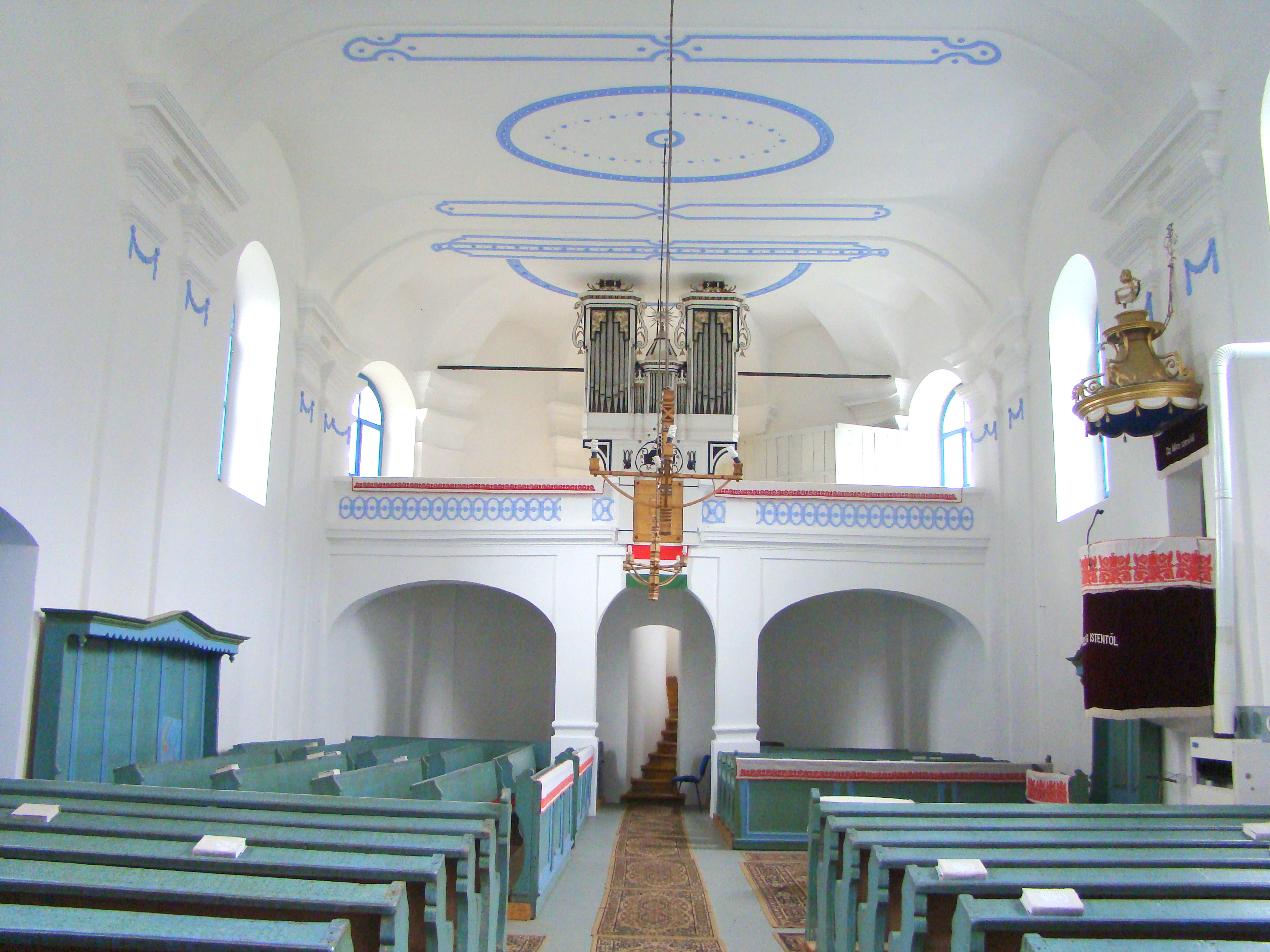
Biserica reformată (interior)
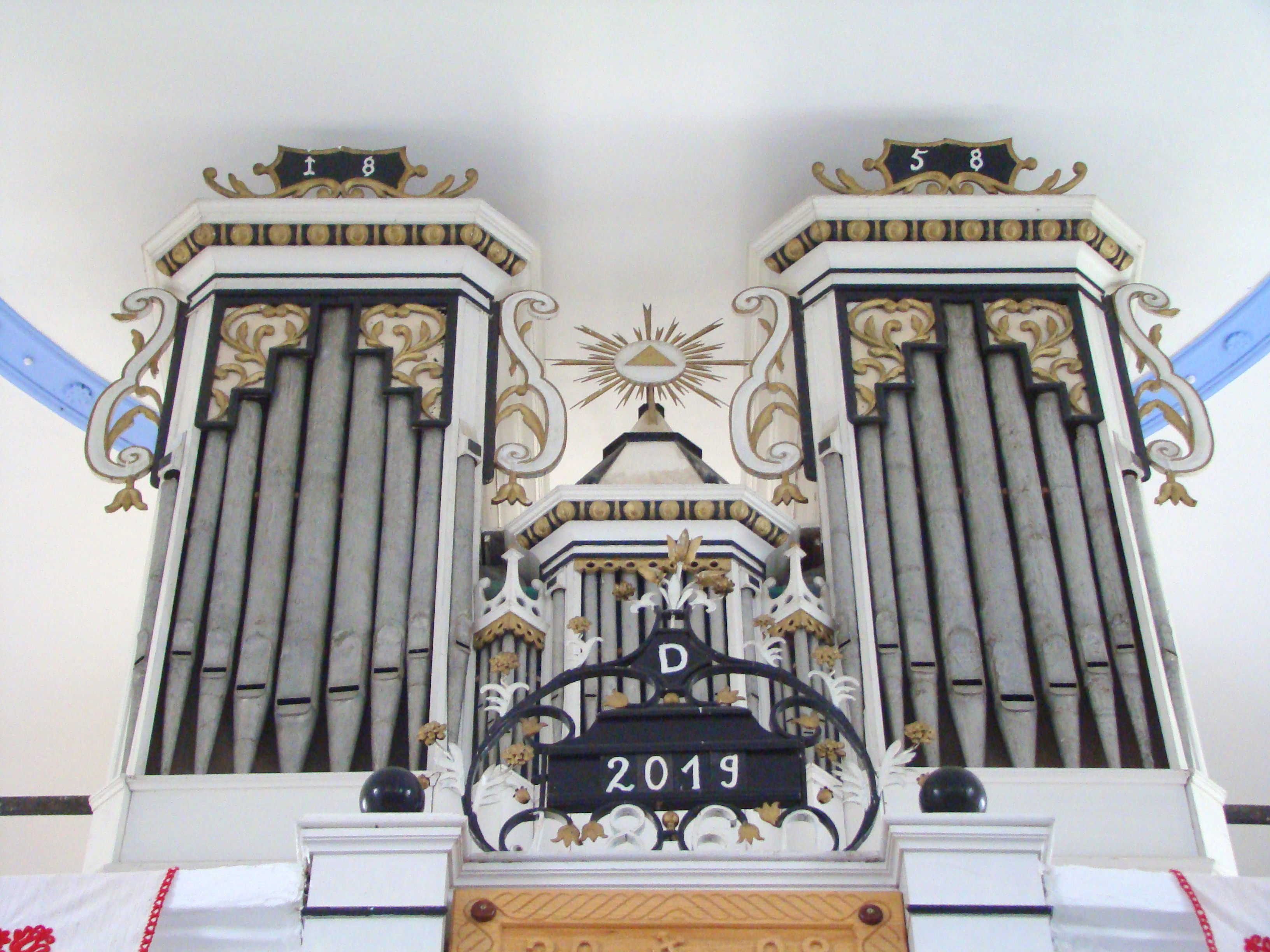
Biserica reformată (orga)
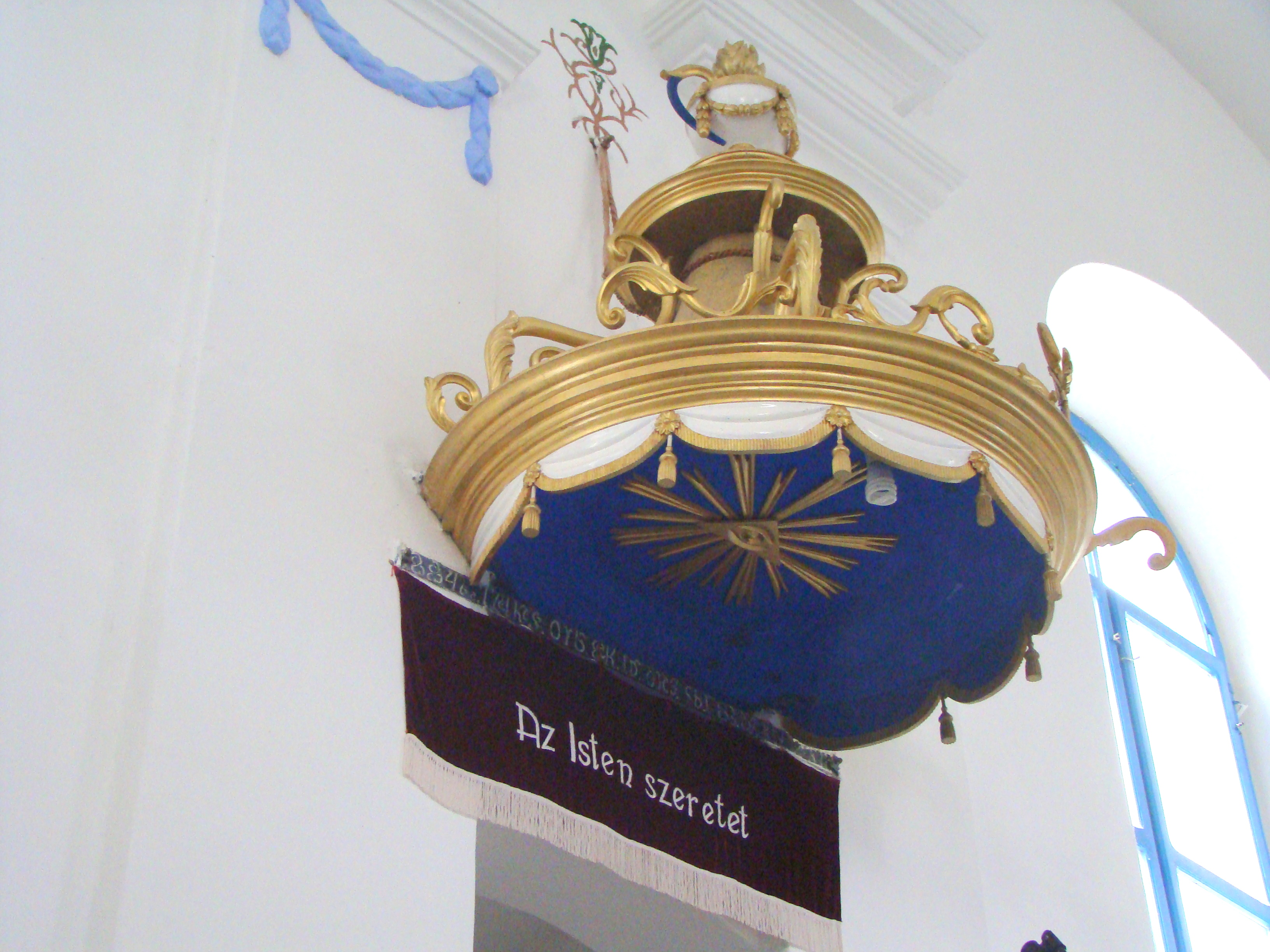
Biserica reformată (coronamentul amvonului)
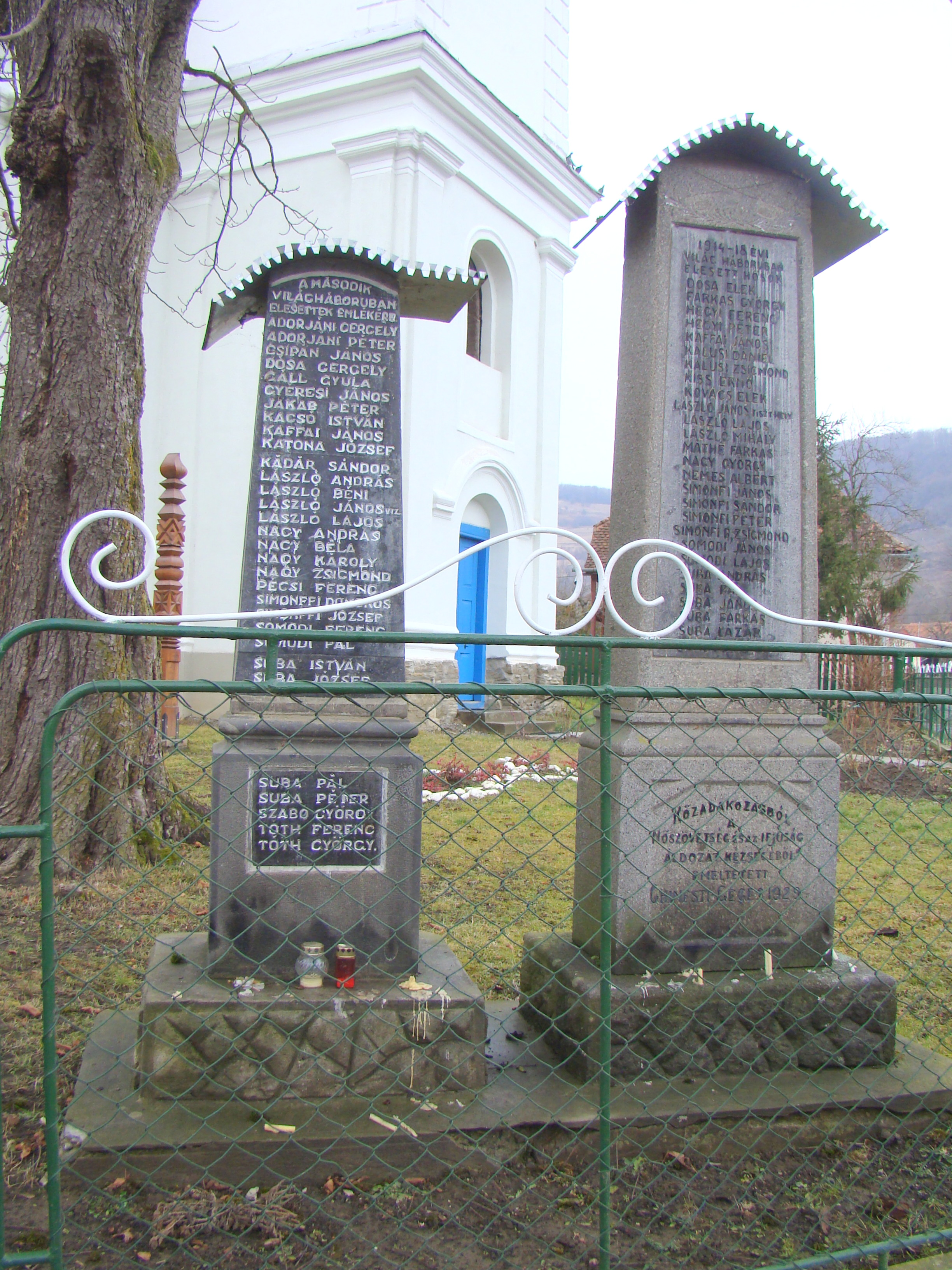
Monumentul eroilor
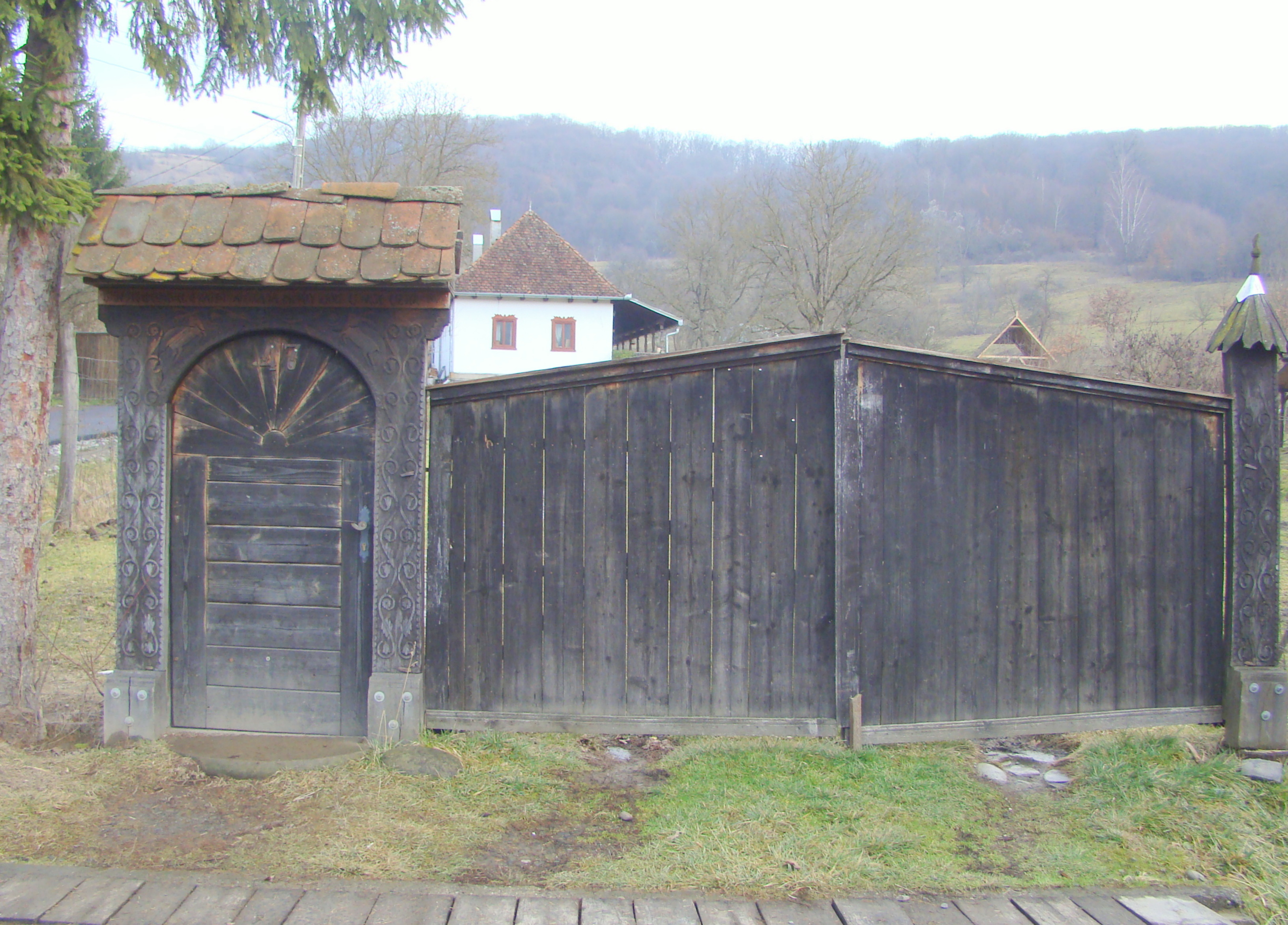
Poartă secuiască de lemn
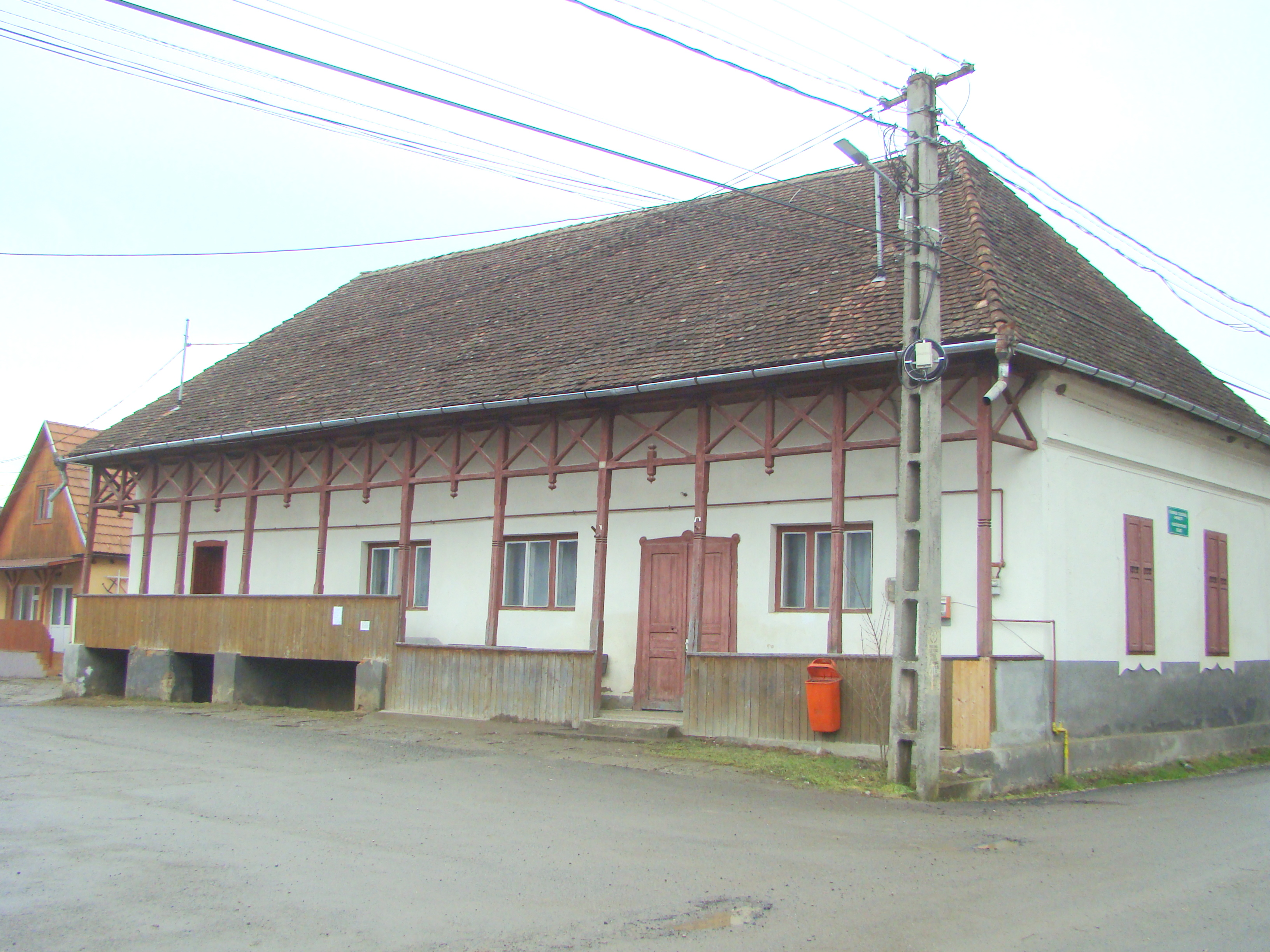
Căminul cultural
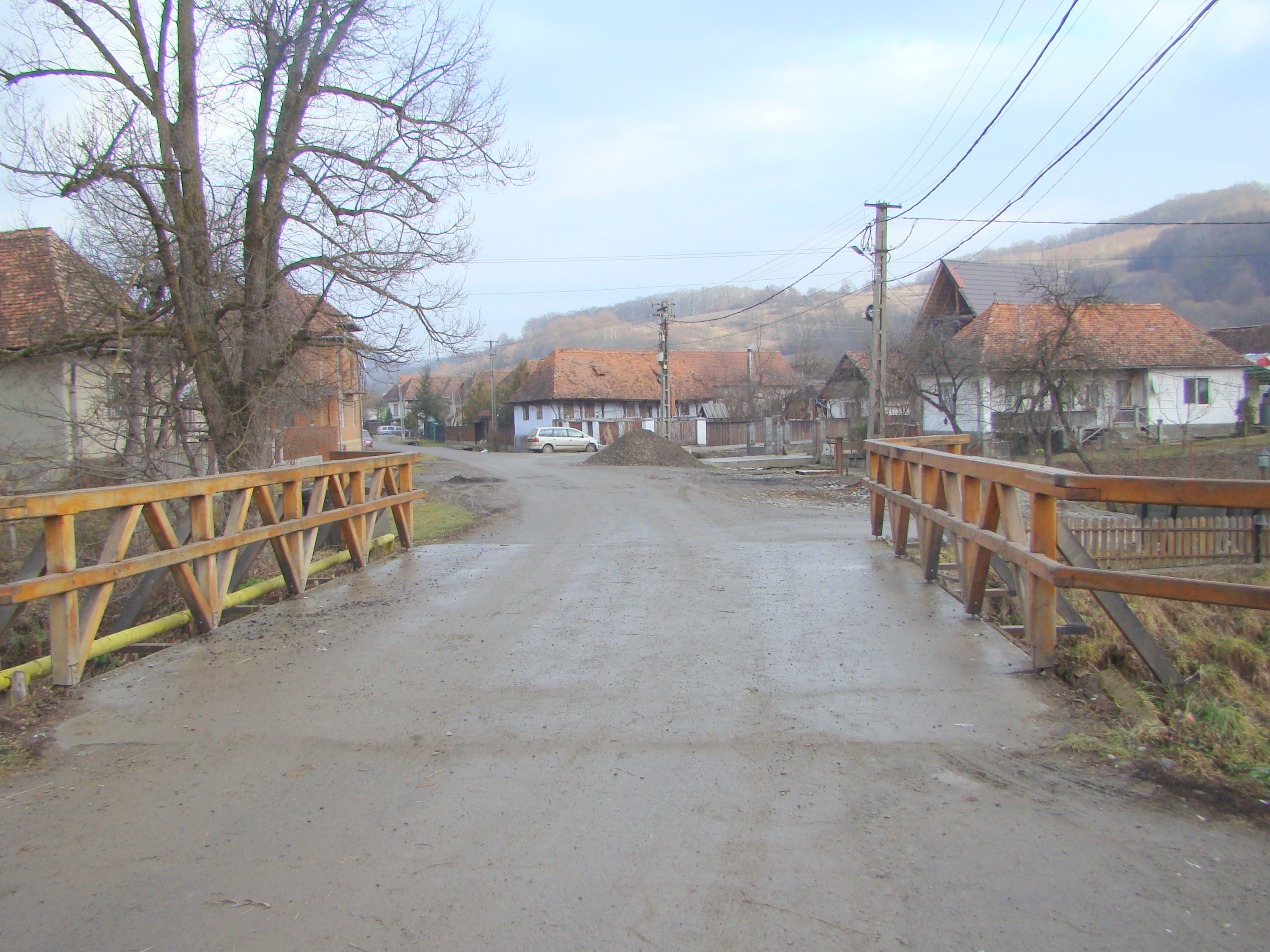